# حقبة الديمقراطية الليبرالية في إندونيسيا
حِقبة الديمقراطية الليبرالية في إندونيسيا: بدأت في إندونيسيا في 17 أغسطس 1950م بعد حل الولايات المتحدة الإندونيسية الفيدرالية بعد أقل من عام من تشكيلها، وانتهت بفرض الأحكام العرفية ومرسوم الرئيس سوكارنو بشأن تطبيق الديمقراطية الموجهة في 5 يوليو 1959. وقع عدد من الأحداث المهمة في هذه الحِقبة منها: مؤتمر باندونغ 1955، وأول انتخابات عامة في إندونيسيا، وانتخابات الجمعية الدستورية، وشملت مدة طويلة من عدم الاستقرار السياسي، مع عدم وجود حكومة تدوم لأكثر من عامين.

## نضالات ما بعد الاستقلال
مع النضال الموحد لتأمين استقلال إندونيسيا، بدأت الانقسامات في المجتمع الإندونيسي تظهر. ساهمت الاختلافات الإقليمية في العادات والأخلاق والتقاليد والدين وتأثير المسيحية والماركسية، والمخاوف من الهيمنة السياسية الجاوية في بدأ الانقسام. تم تصنيف البلد الجديد بسمات الفقر، وانخفاض مستويات التعليم، والتقاليد السلطوية. حركات انفصالية مختلفة تعارض جمهورية إندونيسيا: أعلنت حركة دار الإسلام دولة إندونيسيا الإسلامية" وشنت حرب عصابات ضد الجمهورية في جاوة الغربية من 1948 إلى 1962، وفي مالوكو أعلن أمبونيس سابقًا في جيش جزر الهند الشرقية الهولندية الملكية جمهورية مالوكو الجنوبية المستقلة، وقامت التمردات في سومطرة وسولاويزي بين عامي 1955 و1961.
كان الاقتصاد في حالة كارثية بعد ثلاث سنوات من الاحتلال الياباني ثم أربع سنوات من الحرب ضد الهولنديين. في أيدي حكومة شابة وعديمة الخبرة كان الاقتصاد غير قادر على زيادة إنتاج الغذاء وغيرها من الضروريات لمواكبة زيادة عدد السكان. كان معظم السكان أميين وغير مهرة ويعانون من ندرة المهارات الإدارية. كان التضخم متفشيا، حيث كلف التهريب الحكومة المركزية التي كانت في أمس الحاجة إليها من العملات الأجنبية، ودمرت العديد من المزارع خلال الاحتلال والحرب.

## الترتيبات الدستورية
يختلف الدستور المؤقت لعام 1950 بشكل ملحوظ عن دستور 1945 من نواح كثيرة، حيث فرضت نظامًا برلمانيًا للحكم، ونصت بإسهاب على ضمانات دستورية لحقوق الإنسان، بالاعتماد بشدة على الإعلان العالمي لحقوق الإنسان الصادر عام 1948 الصادر عن الأمم المتحدة. تم إلغاؤه في 9 يوليو 1959 عندما أصدر الرئيس سوكارنو قرارًا بحل الجمعية الدستورية واستعادة دستور إندونيسيا لعام 1945.
نتج عن انتشار الأحزاب السياسية والصفقات التي توسطت فيها للحصول على حصص من المقاعد، حكومات ائتلافية سريعة الدوران بما في ذلك 17 رئاسة للوزراء بين عامي 1945 و1958. وأخيراً تم إجراء الانتخابات البرلمانية المؤجلة منذ فترة طويلة في عام 1955، تصدّر الحزب الوطني الإندونيسي الذي يُعتبر حزب سوكارنو في الانتخابات، وتلقى الحزب الشيوعي الإندونيسي دعماً قوياً، لكن لم يحصل أي حزب على أكثر من ربع المقاعد، مما أسفر عن تحالفات لم تدم طويلاً.

## الديمقراطية الموجهة
بحلول عام 1956 كان سوكارنو ينتقد صراحة الديمقراطية البرلمانية، قائلاً إنها كانت «قائمة على نزاع متأصل» تتعارض مع مفهوم الاندماج الإندونيسي باعتباره الحالة الطبيعية للعلاقات الإنسانية. بدلاً من ذلك سعى إلى نظام قائم على نظام القرية التقليدي للمناقشة والتوافق، والذي حدث بتوجيه من شيوخ القرية. اقترح مزيجًا من ثلاثة مبادئ «القومية» و«الدين» و«الشيوعية»، وإلى حكومة تعاونية. كان القصد من هذا هو استرضاء الفصائل الرئيسية الثلاثة في السياسة الإندونيسية الجيش والجماعات الإسلامية والشيوعيين. بدعم من الجيش أعلن في فبراير 1957 «الديمقراطية الموجهة»، واقترح تشكيل مجلس يمثل جميع الأحزاب السياسية ذات الأهمية (بما في ذلك حزبه). وهكذا تم الانتهاء من الديمقراطية البرلمانية على النمط الغربي في إندونيسيا حتى انتخابات 1999 في العهد الإصلاحي.